# Autographa
Autographa är ett släkte av fjärilar som beskrevs av Jacob Hübner 1821. Autographa ingår i familjen nattflyn, Noctuidae.

## Dottertaxa tillAutographa, i alfabetisk ordning[1][2]
- Autographa aemula ([Denis & Schiffermüller], 1775)
- Autographa ampla Walker
- Autographa amurica (Staudinger, 1892)
- Autographa argyrosigna (Moore, 1882)
- Autographa bimaculata Stephens, 1830
- Autographa bractea ([Denis & Schiffermüller], 1775), Platinafläckat metallfly
  - Autographa bractea montsenyensis Sarto y Monteys, 1979
- Autographa buraetica (Staudinger, 1892), Brungrått metallfly
- Autographa caladii Sepp, 1855
- Autographa californica Speyer, 1875
- Autographa camptosema (Hampson, 1913)
- Autographa corusca Strecker, 1885
- Autographa crypta Dufay, 1973
- Autographa dudgeoni (Hampson, 1913)
- Autographa excelsa (Kretschmar, 1862), Silverfläckat metallfly
- Autographa flagellum Walker
- Autographa flavida Lafontaine & Dickel, 2004
- Autographa gamma (Linnaeus, 1758), Gammafly
- Autographa jota (Linnaeus, 1758), Violettrött metallfly
  - Autographa jota anatolica (Schwingenschuss, 1938)
- Autographa khinjana Wiltshire, 1961
- Autographa kostjuki Klyuchko, 1984
- Autographa labrosa Grote, 1875
- Autographa lehri Klyuchko, 1984
- Autographa macrogamma (Eversmann, 1842), Långfläckat metallfly
- Autographa mandarina (Freyer, 1845), Silverlinjerat metallfly
- Autographa mappa Grote & Robinson, 1868
- Autographa metallica Grote, 1875
- Autographa monogramma (Alphéraky, 1887)
- Autographa nekrasovi Klyuchko, 1985
- Autographa nigrisigna (Walker, 1857)
- Autographa pasiphaeia Grote, 1873
- Autographa precationis Guenée, 1852
- Autographa pseudogamma Grote, 1875
- Autographa pulchrina (Haworth, 1809), Purpurmetallfly
- Autographa purpureofusa (Hampson, 1894)
- Autographa rubidus Ottolengui, 1902
- Autographa sansoni Dod, 1910
- Autographa schalisema (Hampson, 1913)
- Autographa speciosa Ottolengui, 1902
- Autographa urupina (Bryk, 1942)
- Autographa v-alba Ottolengui, 1902
- Autographa v-minus (Oberthür, 1884)

## Bildgalleri

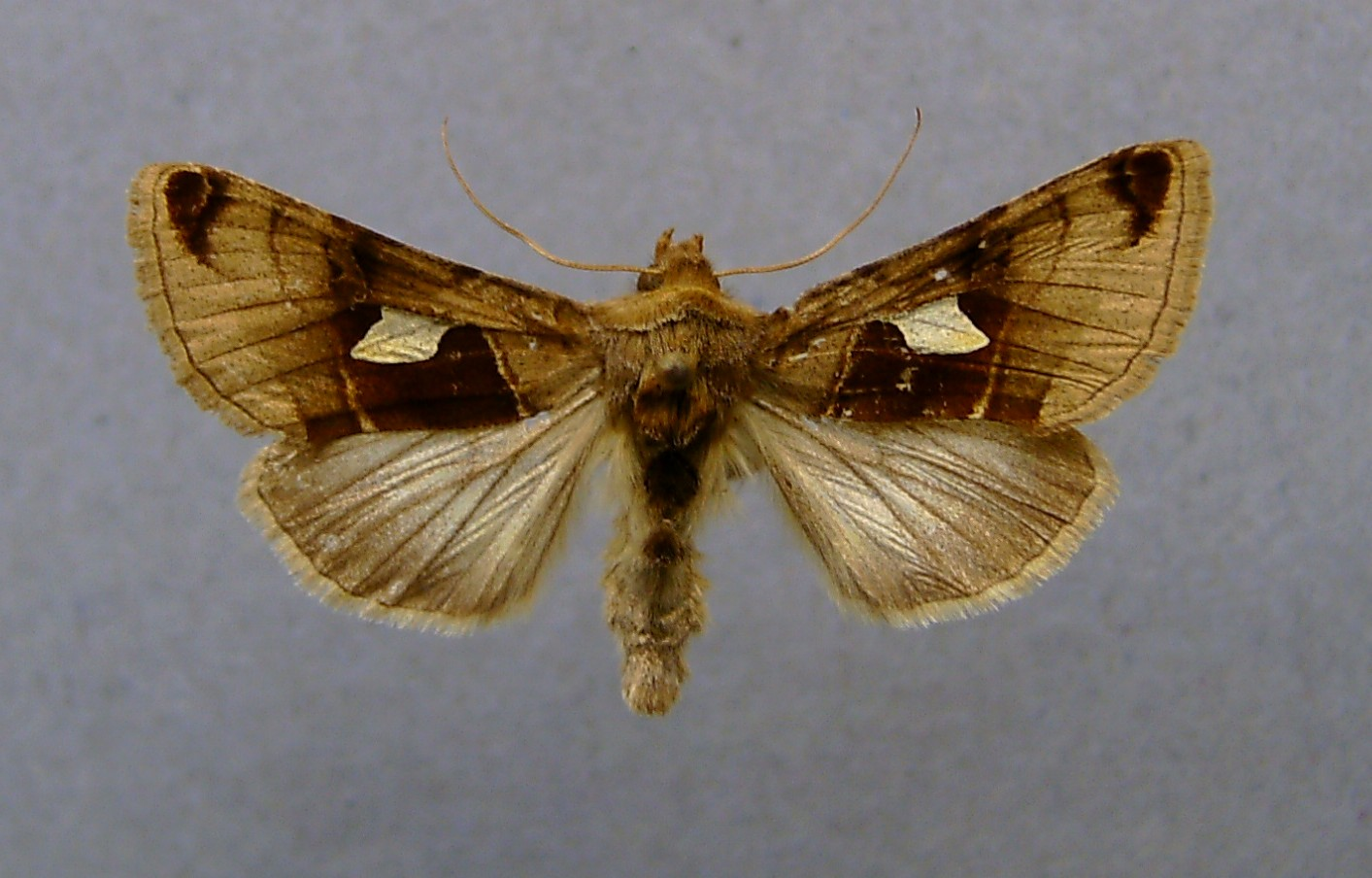
Autographa aemula
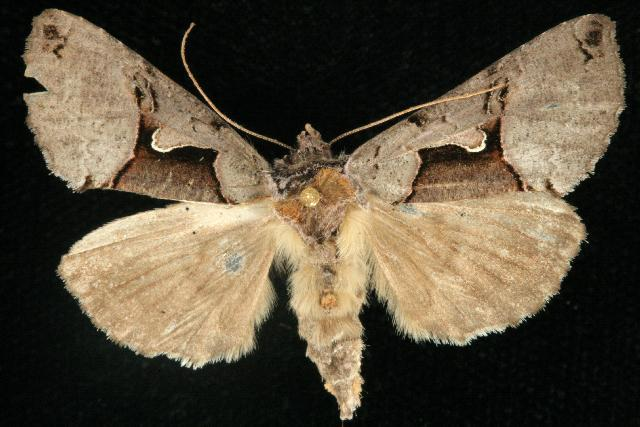
Autographa ampla
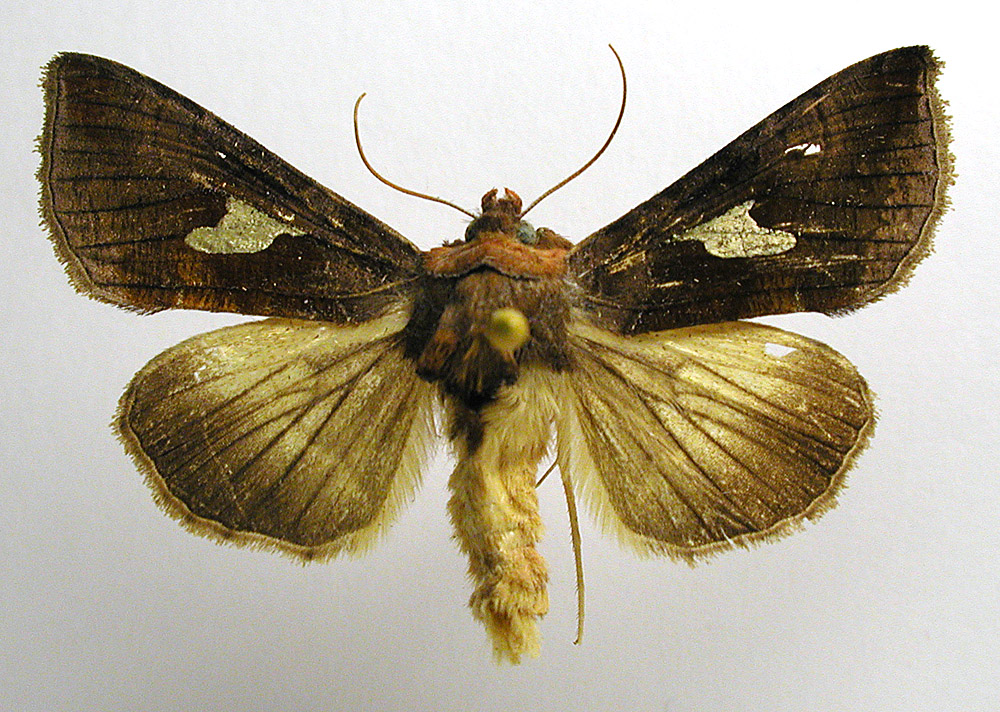
Platinafläckat metallfly, Autographa bractea
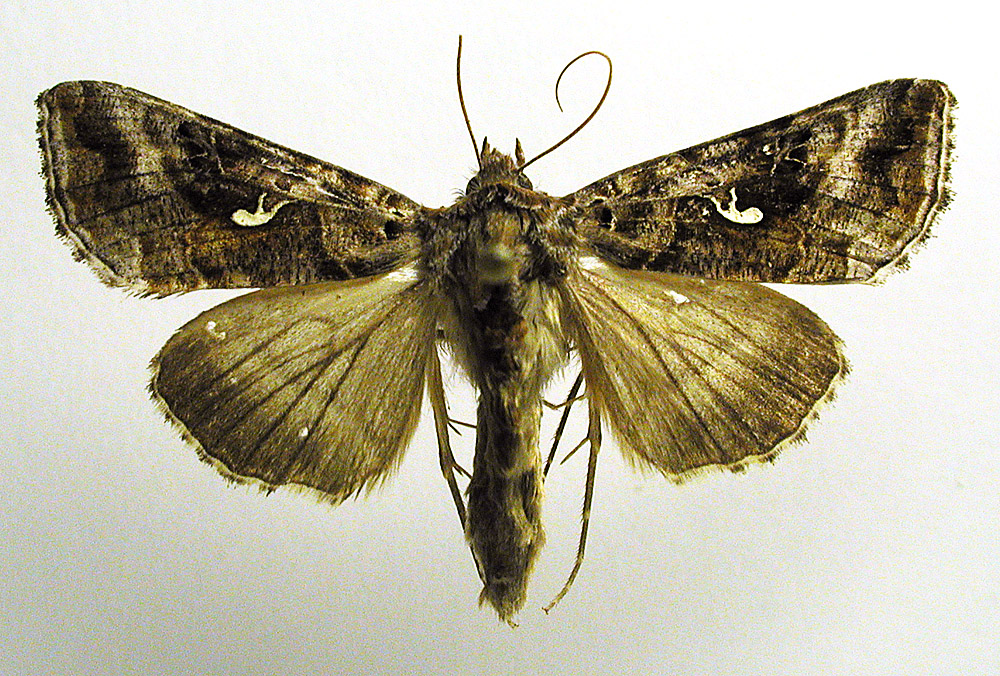
Brungrått metallfly, Autographa buraetica
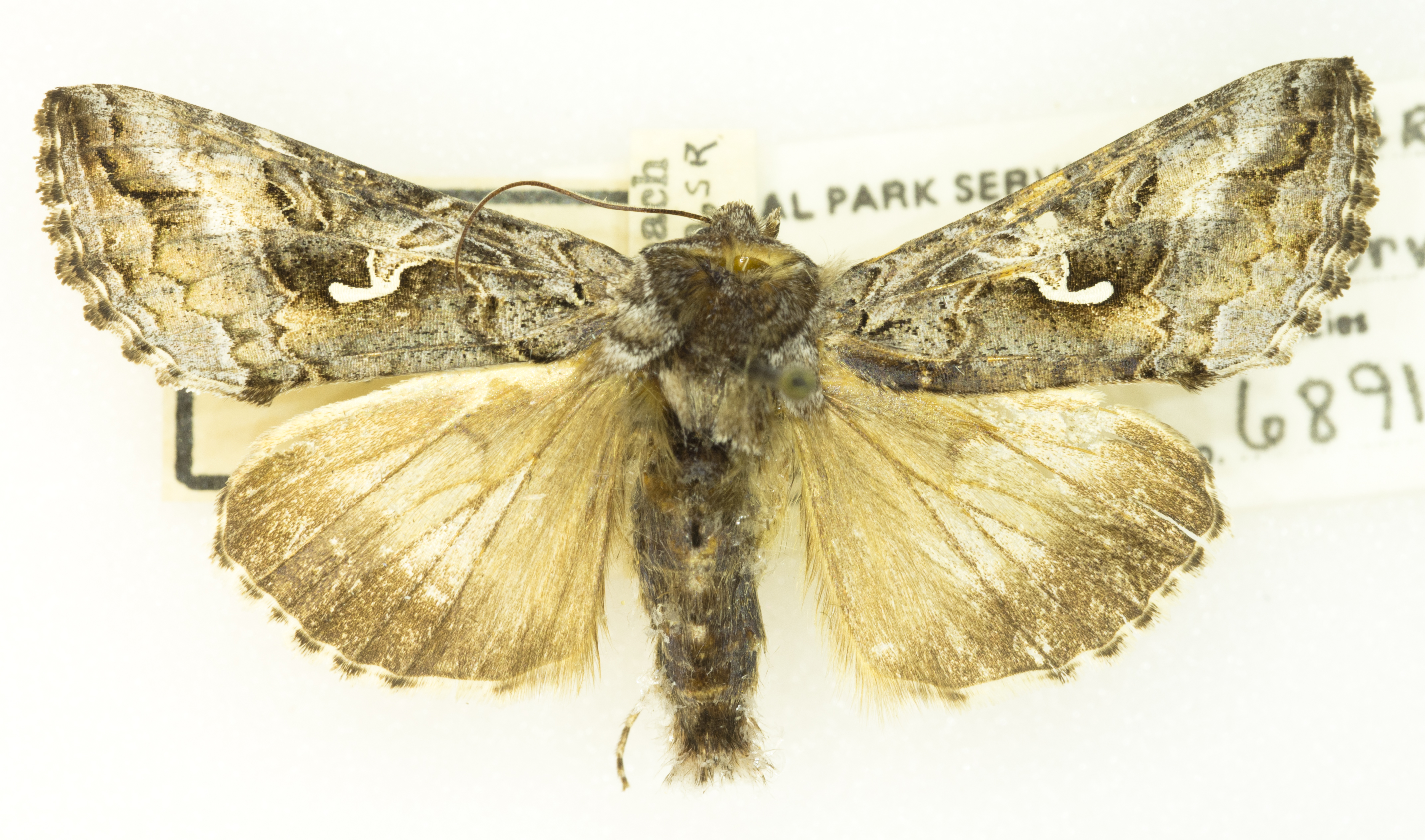
Autographa californica
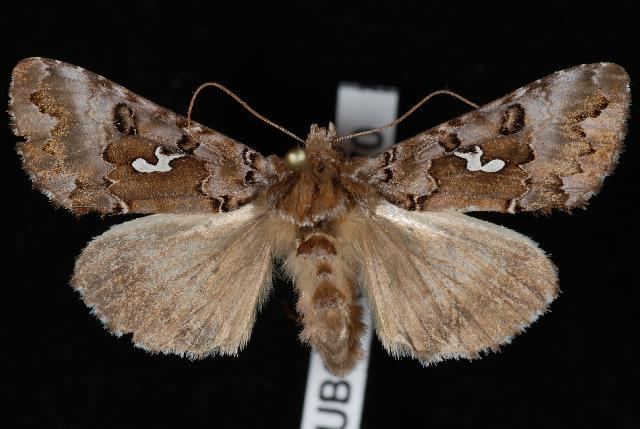
Autographa corusca
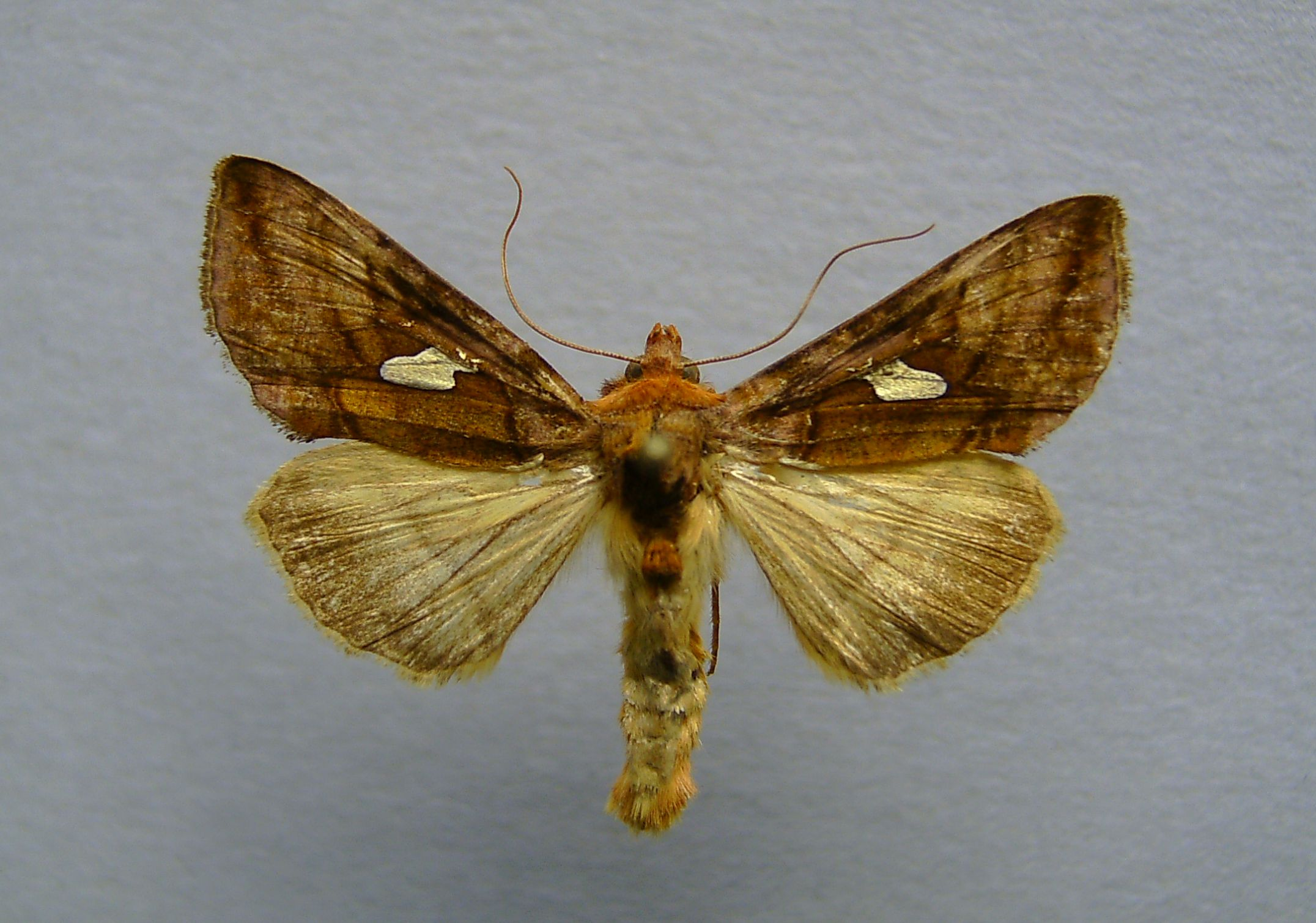
Silverfläckat metallfly, Autographa excelsa
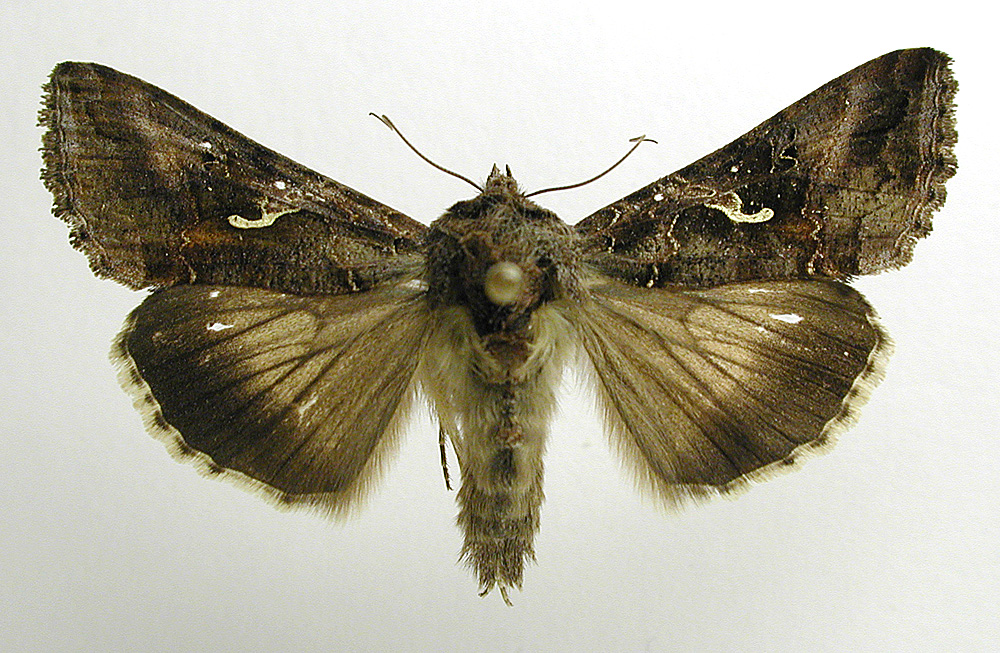
Gammafly, Autographa gamma
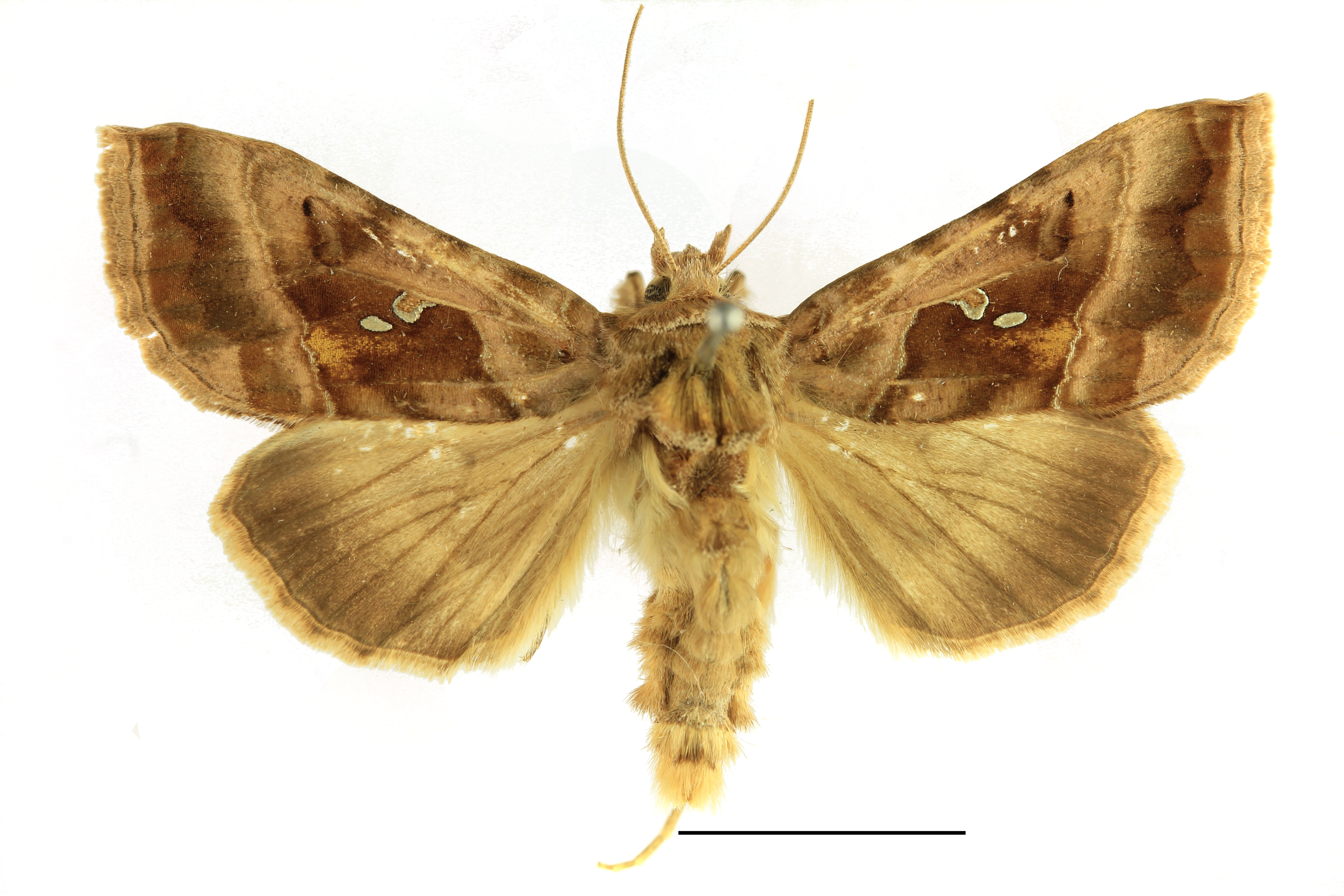
Violettrött metallfly, Autographa jota
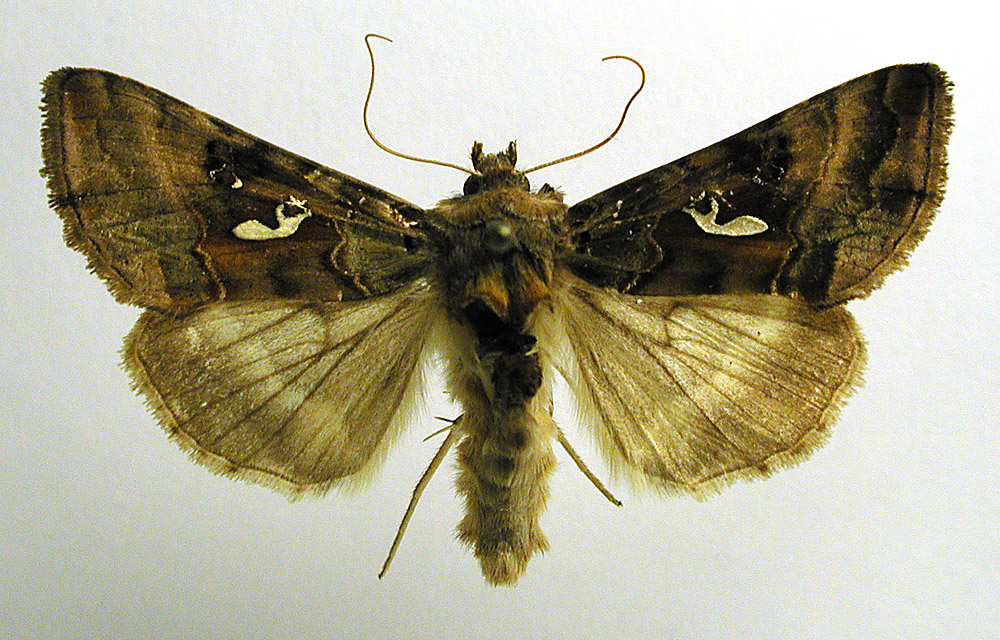
Autographa monogramma
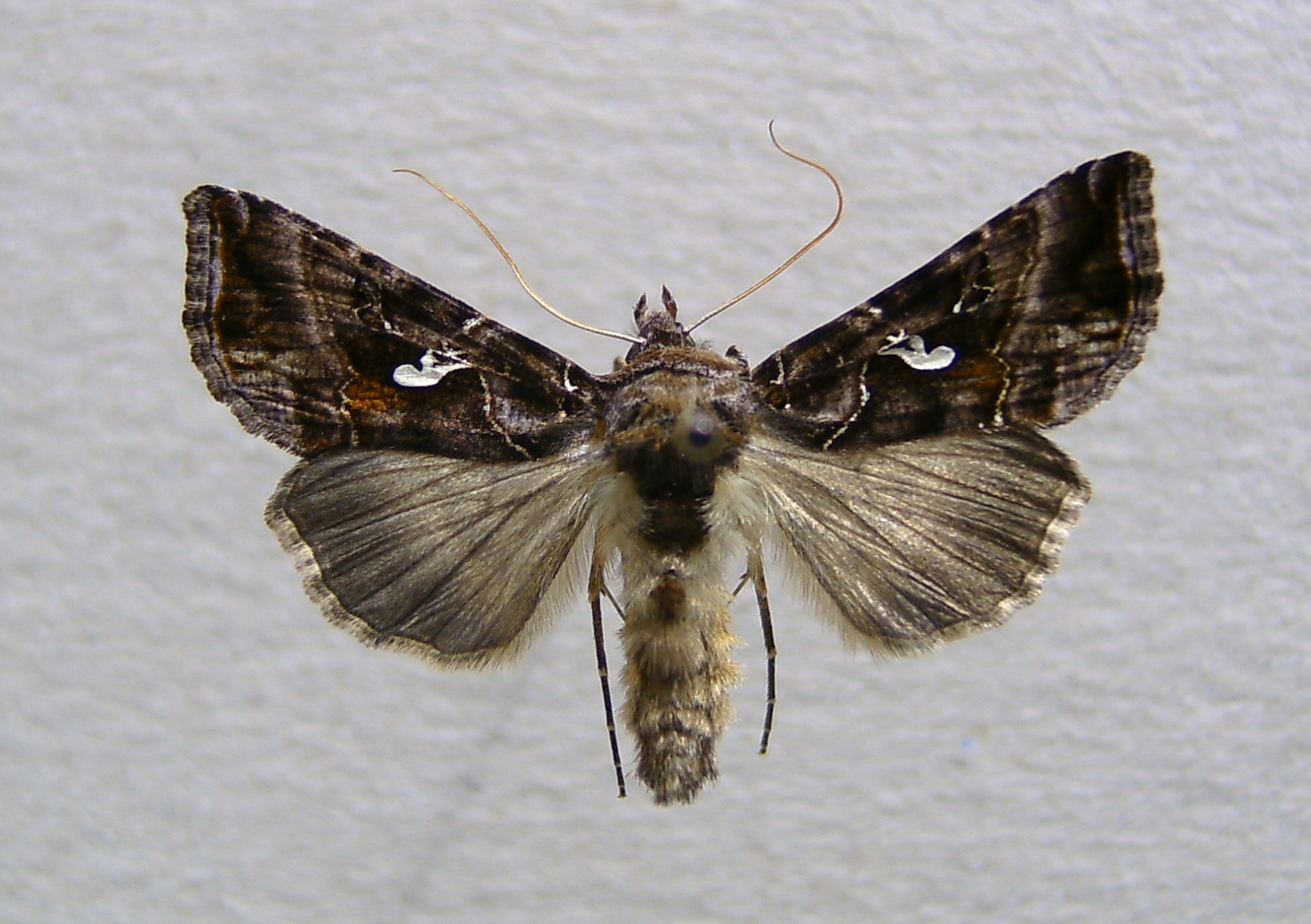
Silverlinjerat metallfly, Autographa mandarina
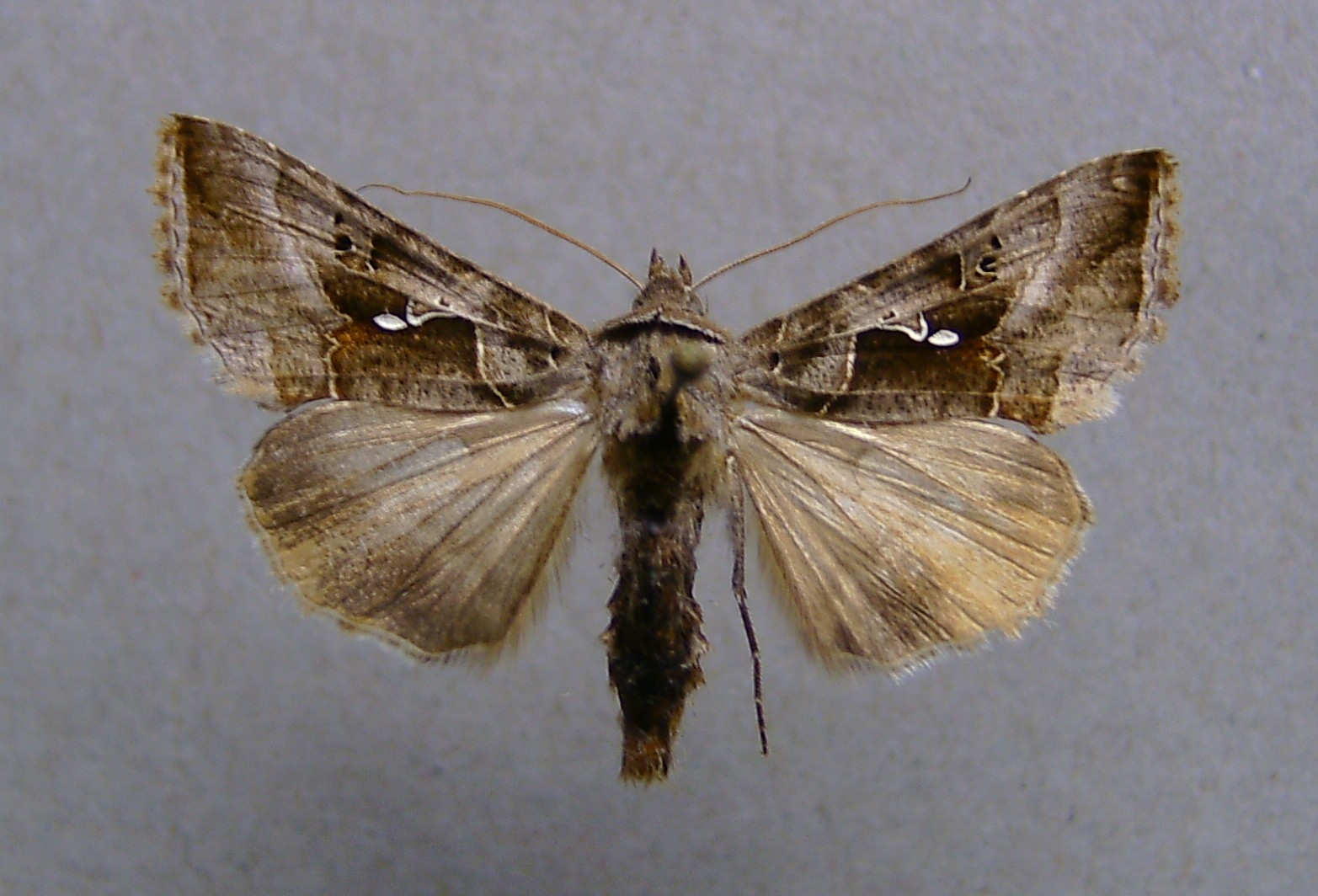
Autographa nigrisigna
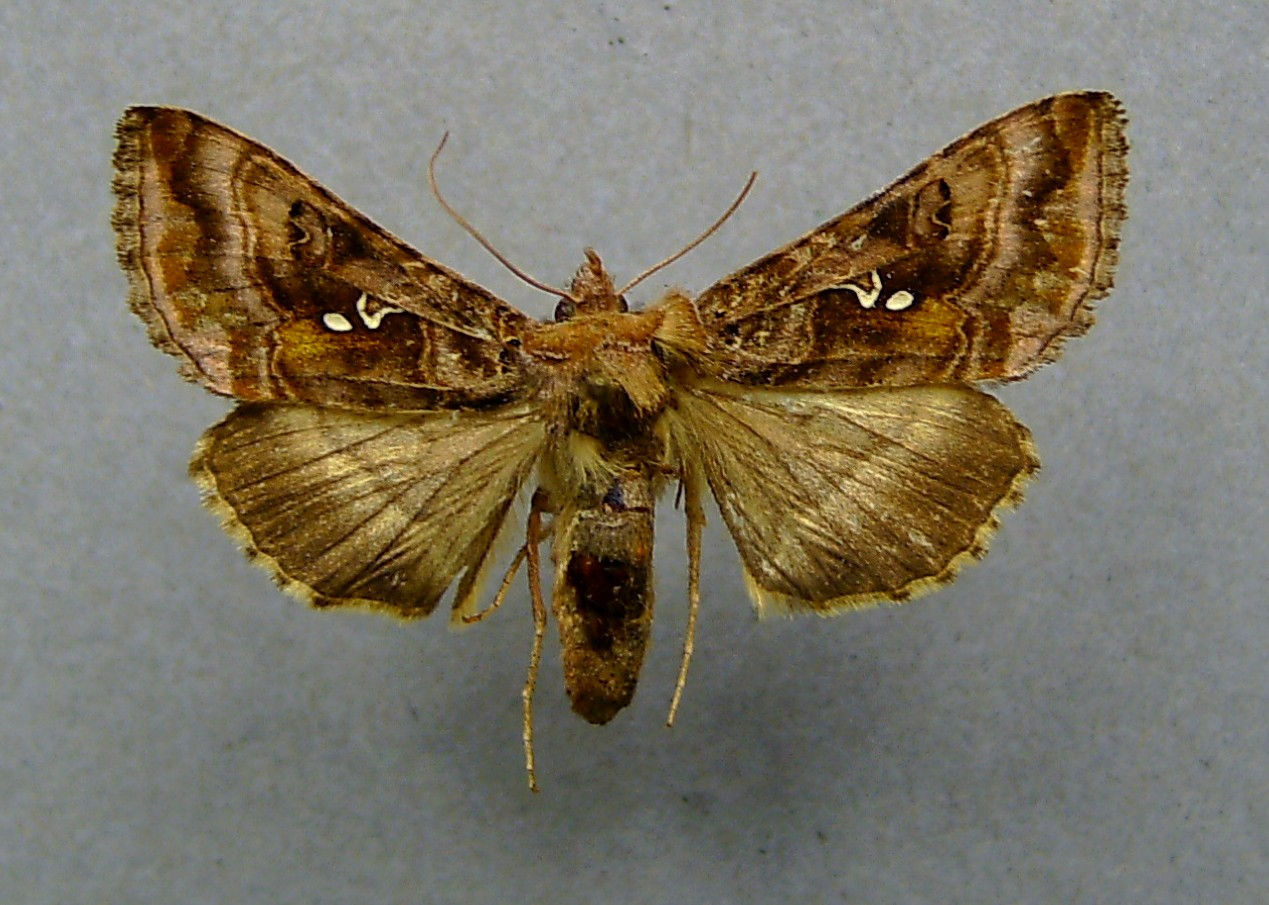
Purpurmetallfly, Autographa pulchrina